# Безродный, Василий Петрович
Василий Петрович Безродный (1783 — после 1859) — гравёр-медальер, служащий Монетного двора.
Воспитывался в Императорской Академии художеств. В 1801 году получил вторую серебряную медаль за лепление с натуры, в 1803 году — вторую золотую медаль. 
Окончил академию с аттестатом первой степени в 1803 году. В 1807 году поступил на монетный двор медальером, где занимался преимущественно копированием. Изготовил медаль, которая была пожалована экипажу, сопровождавшему адмирала Крузенштерна во время его кругосветного путешествия; копировал также лицевую сторону медалей: в честь князя Г. А. Потемкина-Таврического на присоединение Крыма и Тамани к России; в честь князя Г. А. Потемкина-Таврического на взятие Очакова и крепости Березанской; медали в память бракосочетания вел. князя Александра Павловича. 
В 1857 году В. П. Безродный был уже в отставке, имея чин коллежского советника. 